# 다크 시스템 사랑의 왕좌 결정전
《다크 시스템 사랑의 왕좌 결정전》(일본어: ダークシステム 恋の王座決定戦 ダークシステム こいのおうざけっていせん[*])은 2014년 1월 20일부터 3월 24일까지 TBS의 드라마 NEO 시간대(매주 월요일 24:28 ~ 25:07)에서 방송된 일본의 텔레비전 드라마이다. 주연은 야오토메 히카루.

## 개요
캐치프레이즈는, 〈최저의 수단으로, 최고의 사랑을 잡아라!〉.

## 등장인물

### 주요 인물
카가미 지로 - 야오토메 히카루 (Hey! Say! JUMP)

시라이시 유리 - 타마시로 티나

사이온지 고 - 유게 토모히사

온다 요이치 - 이노오 케이 (Hey! Say! JUMP)

팬텀 - 이타오 이츠지

가정부 - 타나베 마나미

시라이시 테츠잔 - 하야시 류조

### 시라이시가(家)
시라이시 케이코 - 타키자와 료코

가정부 - 타나베 마나미

검은 옷 A - 후루야 카츠미

검은 옷 B - 히라노 야스유키

검은 옷 C - 오구니 아키히로

검은 옷 D - 타노 요시키

### 그 외
니노미야 사키 - 오카무라 이즈미

소카 노인 - 이카 하치로

사이온지의 할아버지 - 스가 토미오

이시카와 토키 - 시바타 쿄카

카가미 이치로 - 야오토메 히카루 (2역)

### 게스트
제7 ~ 8화
- 소년 A - 스다 류가 (최종화)

제9화
- 우치다 - 타쿠노 마사키
- 카가미를 닮은 남자 - 사에키 아키히로
- 닥터 야마모토 - 카미바바 타케히로 (최종화)

최종화
- 신부 - 스테파노 카빗두

## 스태프
- 원작 - 유키 슈지 《다크 시스템 완전판》
- 기획·시리즈 구성 - 이누도 잇신
- 각본 - 유키 슈지
- 음악 - 게이리 아시야
- 감독 - 이누도 잇신, 코나카 카즈야
- 주제가 - Hey! Say! JUMP 〈AinoArika〉 (제이 스톰)
- 극 중 삽입곡 - 〈라스트 LOVE〉
- 극 중 피아노곡 - 〈어둠으로부터의 파괴 선율〉
- 스턴트 - 츠지이 케이지
- 치프 프로듀스 - 시노하라 히로토, 코바야시 아리, 쥬니 타츠야, 카토 신
- 프로듀스 - 나가마츠야 타로, 모리사카 마사히토, 시미즈 켄타로
- 특별 협력 - 소니 뮤직 엔터테인먼트
- 제작 협력 - 제이 스톰
- 기획·제작 프로덕션 - ADK 아츠
- 제작 저작 - TBS

## 방송 일자
| 화수                                                       | 방송일          | 부제                    | 감독          |
| ---------------------------------------------------------- | --------------- | ----------------------- | ------------- |
| 제1화                                                      | 2014년 1월 20일 | 탄생! 욕망의 시스템     | 이누도 잇신   |
| 제2화                                                      | 2014년 1월 27일 | 배신의 코뿔소 온 크러셔 | 이누도 잇신   |
| 제3화                                                      | 2014년 2월 3일  | 시공을 넘은 스토커      | 이누도 잇신   |
| 제4화                                                      | 2014년 2월 10일 | 유리 짱을 되찾아라!     | 이누도 잇신   |
| 제5화                                                      | 2014년 2월 17일 | 최강의 피앙세 나타나다! | 코나카 카즈야 |
| 제6화                                                      | 2014년 2월 24일 | 격돌! 귀공자VS시궁쥐 군 | 코나카 카즈야 |
| 제7화                                                      | 2014년 3월 3일  | 마인드 스캔 발동        | 코나카 카즈야 |
| 제8화                                                      | 2014년 3월 10일 | 살아남아랏! 죽음의 게임 | 코나카 카즈야 |
| 제9화                                                      | 2014년 3월 17일 | 역습의 사이온지         | 이누도 잇신   |
| 최종화                                                     | 2014년 3월 24일 | 결전! 다크 웨딩         | 이누도 잇신   |
| 평균 시청률 1.0% (시청률은 칸토 지구·비디오 리서치사 조사) |                 |                         |               |